# 松本俊博
松本 俊博（まつもと としひろ、1960年 - ）は、日本のジャーナリスト、テレビプロデューサー。NHK科学・環境番組チーフ・プロデューサー、NHK編成局長等を経て、NHKエンタープライズ常務取締役、デジタルメディア協会理事。

## 人物・経歴
国際基督教大学教養学部人文科学科フランス文学専修卒業。荒木亨に師事。大学卒業後、日本放送協会入局。科学番組の制作を長く担当し、科学・環境番組チーフ・プロデューサー、科学・環境番組部長等を経て、2014年編成局編成主幹、NHKビジネスクリエイト取締役。2016年編成局長、日本マーケティング協会日本マーケティング大賞選考委員。NHK2020東京オリンピック・パラリンピック実施本部事務局長を経て、2020年NHKエンタープライズ取締役、デジタルメディア協会理事。2023年NHKエンタープライズ常務取締役。この間、ブロードバンド・アソシエーション副理事長、東京大学大学院非常勤講師等も務めた。

## 著書
- 『火星着陸』（高柳雄一と共著）日本放送出版協会 1998年
- 『たぐいまれな地球 : 今、私たちがここにいる不思議』日本放送出版協会 2002年